# Volkswagen Iltis

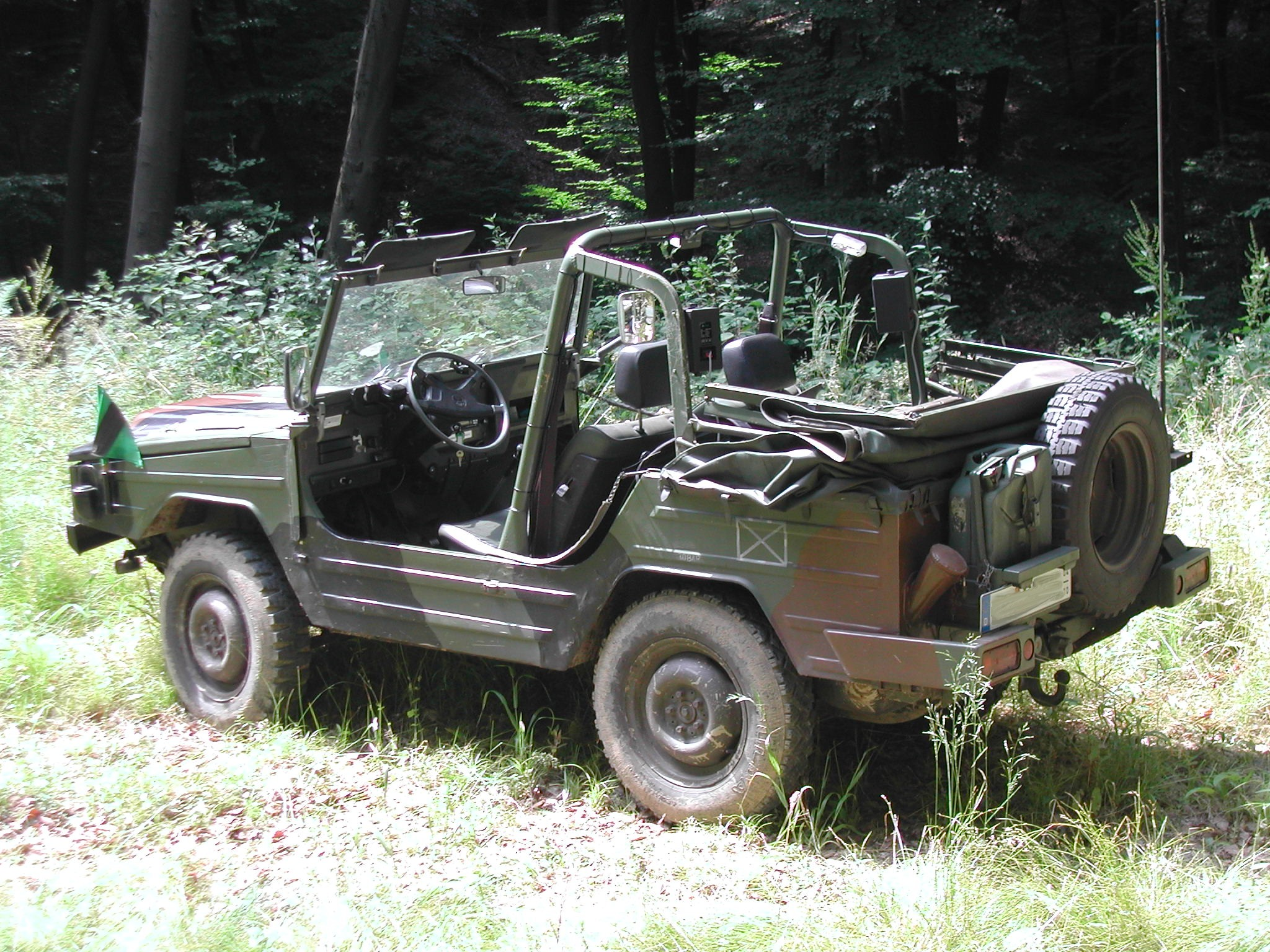
VW Type183 "Iltis"

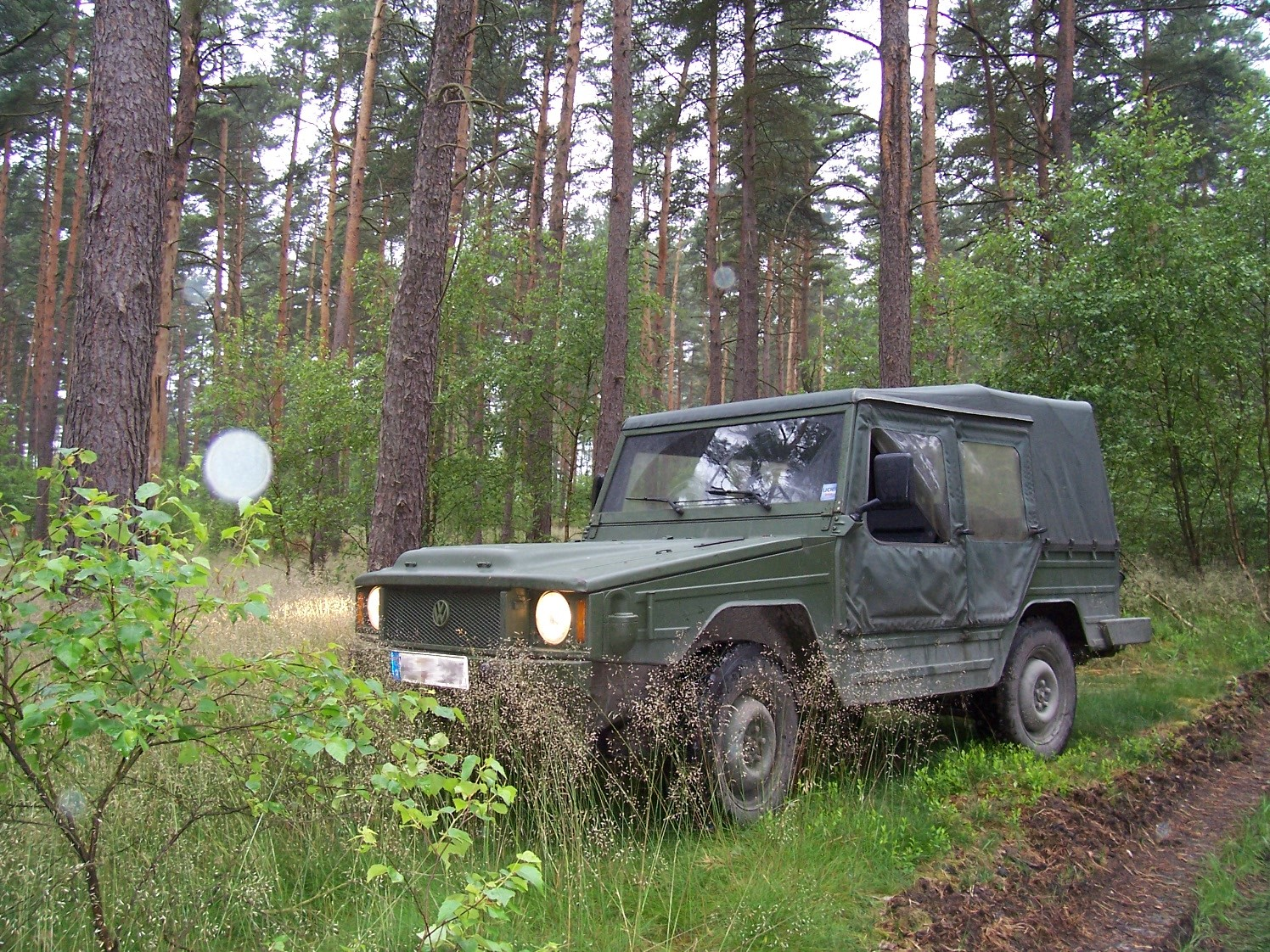
Gesloten kap

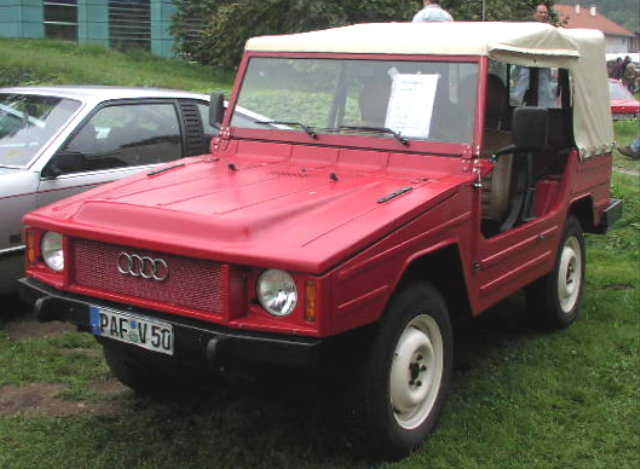
Civiele uitvoering
Let op de Audi / Auto Union ringen in de grille

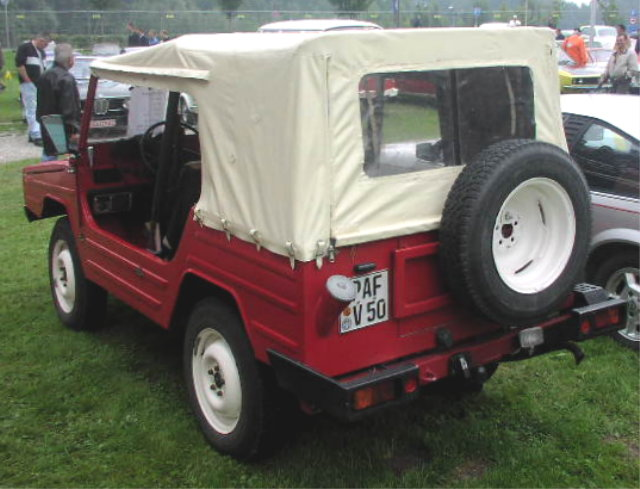
Civiele uitvoering

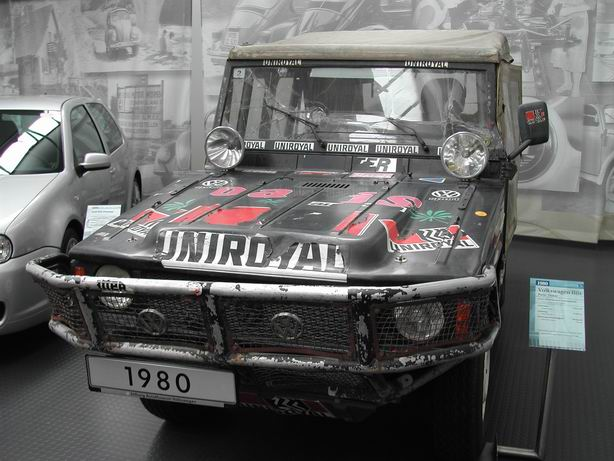
Winnaar in de 1980 editie van de Dakar-rally.

De Volkswagen Iltis, ook bekend als Type 183, is een militaire terreinauto, die door Volkswagen van 1978 tot 1990 werd geproduceerd; in eerste instantie voor de Duitse Bundeswehr. Behalve aan de Bundeswehr werd de Iltis ook aan legers van andere landen verkocht, en vanaf 1982 tevens op de civiele markt. De naam is Duits voor bunzing.

## Algemeen
De Iltis werd ontwikkeld door Volkswagen AG-dochter Audi. Technisch gezien was hij een doorontwikkeling van de DKW Munga die was gebouwd door Auto-Union, de voorloper van Audi.
De productie van de Munga was weliswaar al beëindigd in 1968, maar in de tussentijd hadden Duitsland, Frankrijk en Italië een plan ontwikkeld om gezamenlijk een terreinvoertuig te bouwen; de Europa Jeep. Dit plan kwam echter niet veel verder dan de bouw van enkele prototypes, en werd in 1976 gestaakt. Alleen het Italiaanse leger schafte een aantal Europa Jeeps aan, die bij Fiat werden gebouwd.
Als tussenoplossing had de Bundeswehr in 1968 Volkswagen opdracht gegeven voor de Volkswagen Type 181, die qua techniek zwaar leunde op de Kever en Kübelwagen. De Type 181 had echter geen vierwielaandrijving, wat voor een terreinauto eigenlijk wel een voorwaarde is.

## Productie
De Duitse overheid testte de Iltis samen met de Mercedes-Benz G (Gelände). Ze koos voor de Iltis omdat de prestaties nagenoeg gelijk waren bij een lagere kostprijs. De productie begon in de zomer van 1978, grotendeels bij Volkswagen en deels bij Audi in Ingolstadt.
De eerste 200 exemplaren werden afgeleverd in november. Eind 1979 waren ± 2.000 stuks afgeleverd, waarvan 310 aan de Luftwaffe en 20 aan de Marine.
Na stopzetting van de productie in 1981 verkocht Volkswagen de productielijn aan het Canadese Bombardier dat de Iltis, met geringe wijzigingen, onder licentie in productie nam voor de Canadese strijdkrachten die de verouderde M151 wilden vervangen. Tevens werd deze versie in België geassembleerd voor de Defensie van België, met gebruikmaking van Canadese onderdelen.

In 1987 ontstond bij de Duitse Bundeswehr de vraag naar een dieseluitvoering van Iltis en werd op basis van de 'Belgische Iltis' een serie geassembleerd voor levering aan Duitsland.

## Uitvoeringen
Hoewel de meeste van de geproduceerde eenheden auto's waren met een cabrioletkap en vier uitneembare deuren met plastic ramen, werden in kleine series verschillende carrosserievarianten geproduceerd:
- Commandovoertuig[3]
- Personenvervoer
- Radiowagen
- Ambulance (met een verlengde kap)
- Wapendrager voor lichte antitankwapens

In Duitsland werd ook een civiel model aangeboden, dat echter maar weinig afnemers vond. Dit was grotendeels te wijten aan de prijs die drie keer hoger was dan die van een Volkswagen Golf.

## Techniek
In een poging de kostprijs zo laag mogelijk te houden ontwierp Audi de Iltis met gebruikmaking van bestaande onderdelen die al werden toegepast in de modellen van de Volkswagen-groep uit die tijd. Ook werden sommige onderdelen overgenomen van de VW Type 181, zoals het voorruitframe met (gemodificeerde) scharnieren, de cabrioletkap, zonnekleppen en de ruitenwissermotor.

### Carrosserie
De carrosserie was een doorontwikkeling van die van de Munga en volledig verzinkt.
| Maten & Gewicht   | Standaarduitvoering | Ambulance-uitvoering |
| ----------------- | ------------------- | -------------------- |
| Lengte:           | 3972 mm             | 4540 mm              |
| Breedte:          | 1520 mm             | 1720 mm              |
| Hoogte:           | 1837 mm             | 1855 mm              |
| Wielbasis:        | 2017 mm             | 2017 mm              |
| Rijklaar gewicht: | 1340 kg             | 1340 kg              |

De relatief korte wielbasis heeft in het terrein als voordeel dat steile heuvels betrekkelijk makkelijk genomen kunnen worden zonder dat het voertuig op de bodem vastloopt (grote bodemvrijheid). Het nadeel is dat het rijcomfort er onder lijdt; bij opeenvolgende hobbels heeft de auto de neiging te gaan 'stuiteren'.

### Motoren
Tot 1987 was alleen een benzinemotor leverbaar en in 1987 en 1988 is er ook een turbodieselmotor.
|                 | Benzinemotor           | Turbodieselmotor         |
| --------------- | ---------------------- | ------------------------ |
| Cilinderaantal: | 4                      | 4                        |
| Cilinderinhoud: | 1713 cm³               | 1600 cm³                 |
| Soort:          | Lijnmotor              | Lijnmotor                |
| Werkwijze:      | 4-takt                 | 4-takt                   |
| Koeling:        | Vloeistof              | Vloeistof                |
| Vermogen:       | 56 kW / 76 PK          | 52 kW / 70 PK            |
| Max. koppel     | 135 nm/2800 toerenmin. | 140 nm/ 3.000 toerenmin. |

### Transmissie
Alle voertuigen hebben achterwielaandrijving. De voorwielaandrijving is apart inschakelbaar zodat een 4 x 4 aandrijving ontstaat. De achteras is voorzien van een sperdifferentieel. Het voordifferentieel is geïntegreerd in de versnellingsbak. De aan de Bundeswehr geleverde benzinemodellen zijn zonder sperinrichting op het voorste differentieel uitgevoerd. De civiele versie had zo'n sperdifferentieel als optie.
De versnellingsbak heeft vier versnellingen vooruit en een achteruitrijversnelling, alsmede een ongesynchroniseerde 'terreinversnelling' met een grote reductie. Hierbij wordt de topsnelheid van de auto ongeveer gehalveerd maar de trekkracht verdubbeld. De extra reductie kan alleen worden gebruikt als ook de voorwielaandrijving is ingeschakeld. Zowel de extra reductie als de sperinrichting(en) kunnen, naar believen rijdend in- of uitgeschakeld worden.
Het vierwielaandrijving-systeem dat Audi voor deze auto ontwikkelde was de basis voor het quattro-systeem dat later op de civiele auto's van dat merk werd toegepast.

### Elektrisch systeem
Bijzonder is dat de bij de Bundeswehr ingezette auto voorzien zijn van een 24 volts boordspanning. Nadeel hiervan is dat de hierdoor noodzakelijke 24 volts startmotor en het ontstekingssysteem aanmerkelijk duurder zijn. Ook dienen er twee - in serie-geschakelde - 12 volt-accu's gebruikt te worden die het gewicht van het voertuig verhogen. De accu's waren onder de achterbank geplaatst en een bijzonderheid is dat het afdekplaatje van de accuruimte als nevenfunctie, bij het rijden door (diep) water, vóór de koelgrille geplaatst kon worden, als een soort waterkering voor de motorruimte.

## Prestaties
De VW Iltis accelereerde in 21 seconden van 0 naar 100 km/u en bereikt een maximale topsnelheid van 130 km/u. Deze relatief matige prestaties zijn het gevolg van het hoge gewicht van het voertuig. Door het hoge zwaartepunt en de aard van de diagonale terreinbanden, had de auto de neiging te slippen in scherpe bochten, of zelfs te kantelen. Daarom werd bij de Bundeswehr aanbevolen, de auto alleen met ingeschakelde voorwielaandrijving (dus vierwielaandrijving) te rijden.

## Verschillen tussen Duitse en Canadese/Belgische versie
(Veel van deze details zijn op de in 1987-'88 in België gebouwde en aan Duitsland geleverde, turbodiesel-modellen toegepast.)
- Standaard een sperinrichting op het voordifferentieel
- Metalen bedieningshandel voor sperinrichting in plaats van kunststof
- Versterkte aandrijfassen
- Controlelampjes op het instrumentenpaneel betreffende de vierwielaandrijving en sperdifferentiëlen, met de bijbehorende schakelaars
- Koelwatertemperatuurmeter
- Accuspanningmeter (reguliere boordaccu's)
- Accuspanningmeter (extra accu's voor radio, bij verbindingsdienstvoertuigen)
- Richtingaanwijzers aan de zijkant
- Aangepaste kabelboom van het elektrisch systeem
- Antennebevestiging op linkervoorspatbord verwijderd cq. veranderd
- Rechtsachter aan de wagen geen bevestigingsmogelijkheid voor een antennesteun
- Bevestigingssteun voor spade, onder de motorkap, aangepast aan Amerikaans model schep
- Uniroyal T9- of Michelin X banden
- Voordeurramen met twee ritssluitingen
- Achterdeurramen rechthoekig
- Bredere radiateur
- Ontsteking-verdeler luchtgekoeld
- Krik in rechteropbergruimte
- Bevestiging van carrosserie op het chassis met 6 in plaats van 4 rubberblokken (z.g. silent blocks)

## Militaire gebruikers
- Huidige gebruikers:
  -  Argentinië
  -  België Vanaf 1985 verving de Bombardier Iltis in de Belgische krijgsmacht de Minerva T.T. (een in België in licentie gebouwde Land Rover).[7]
  -  Noord-Macedonië
- Voormalige gebruikers:
  -  Canada (vervangen door Mercedes Benz G)
  -  Estland (vervangen door Mercedes Benz G)
  -  Bondsrepubliek Duitsland (vervangen door Mercedes Benz G)

## Rallysport
Tijdens de 1980-editie van de "Rallye Oasis" (de huidige Dakar-rally) eindigden vier met VW Iltis uitgeruste teams hoog in de klassering. Het Duitse team Kotulinsky/Löffelmann eindigde als eerste. Deze auto, met startnummer 137, staat tentoongesteld in het Automuseum Wolfsburg. De drie andere teams eindigden op plaats 2, 4 en 9, hetgeen een bijzondere prestatie is omdat de vier auto's nagenoeg standaard waren.